# Kumulének
A kumulének olyan szénhidrogének, amelyekben három vagy több kumulált (szomszédos) kettős kötés található, mint például a H2C=C=C=CH2 képletű butatriénben (melyet triviális néven kumulénnek is neveznek). Az alkánoktól és a legtöbb alkéntől eltérően a kumulének molekulái merevek, ami vonzóvá teszi őket a molekuláris nanotechnológia számára. Másik merev szénláncú vegyületcsoport a poliinek csoportja. A kumulének az űr azon területein fordulnak elő, ahol ritka a hidrogén.

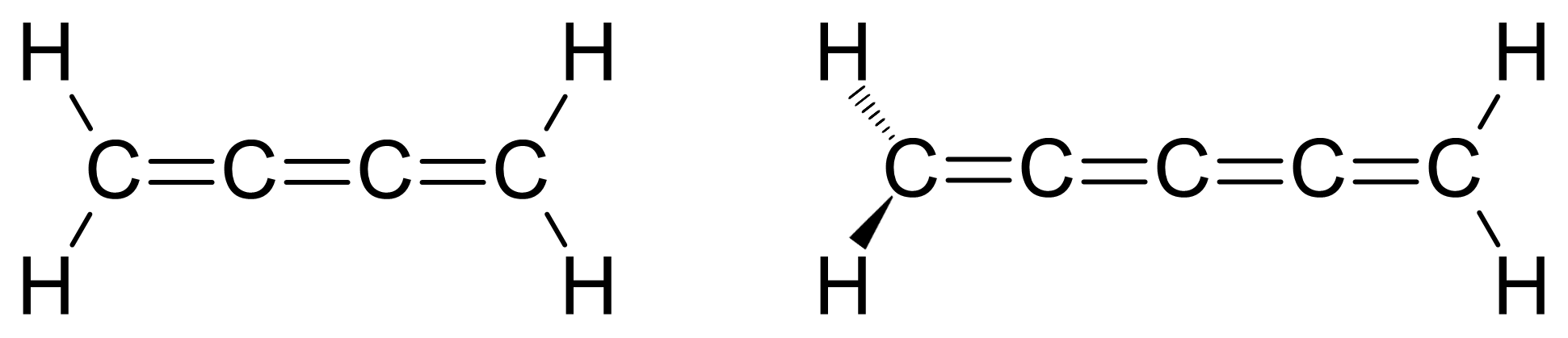
Két egyszerű kumulén: a butatrién és a pentatetraén. A képen megfigyelhető a kumulált kettős kötések számából adódó sztereokémiai különbség; míg a butatrién molekulája síkra illeszkedő, addig a pentatetraén molekulájának vannak síkból kilépő ligandumai

A szén-szuboxid a szervetlen kumulének közé tartozik. A szerves kumulének egyik fontos csoportját a ketének alkotják, ezek tulajdonságai átmenetet mutatnak a CO2 és az allének között.
A kumulén elnevezés a latin cumulare (felhalmoz) szóból ered.

## Szerkezetük
A kumulének merevsége abból ered, hogy két szomszédjához kettős kötéssel kapcsolódik a belső szénatom, melynek sp hibridizációja miatt a két kötés által bezárt szög 180°. Érdekes módon a páros számú kumulált kettős kötést tartalmazó kumulének királisak lehetnek, ha mindkét végükön egymástól eltérő szubsztituensek kapcsolódnak hozzájuk, noha a molekulának nincs hagyományos értelemben vett sztereogén centruma. Például a penta-2,3-dién és hexa-1,3,4-trién királisak. A páratlan számú kumulált kettős kötést tartalmazó rendszerekben ugyanakkor – megfelelő szubsztituensek esetén – cisz-transz izoméria lép fel.

## Reakcióik
A kumulének reakciói azonosak az izolált kettős kötéseket tartalmazó vegyületekével. Bár molekulájukban egymás szomszédságában két pi-kötés található, ezek lényegében izolált kettős kötésként viselkednek, mivel a két pi-kötés a középső szénatom nem hibridizálódott p-pályáinak részvételével alakul ki. Ezek a pályák egymásra merőlegesek és kölcsönösen egymás csomósíkjában találhatók, így a két kötés lényegében egymástól független.

## Átmenetifém kumulének
Az elsőként leírt vinilidén ligandumot tartalmazó komplex a difenilketén és Fe(CO)5-ből előállított (Ph2C2Fe2(CO)8 volt. Ez a molekula szerkezetileg a Fe2(CO)9-re hasonlít, melyben egy μ-CO ligandumot 1,1-difenilvinilidén (Ph2C2) helyettesít. Az első, egy fématomot tartalmazó vinilidén komplex a (C5H5)Mo(P(C6H5)3)(CO)2[C=C(CN)2]C volt.

## Fordítás
Ez a szócikk részben vagy egészben az Cumulene című angol Wikipédia-szócikk ezen változatának fordításán alapul.  Az eredeti cikk szerkesztőit annak laptörténete sorolja fel. Ez a jelzés csupán a megfogalmazás eredetét és a szerzői jogokat jelzi, nem szolgál a cikkben szereplő információk forrásmegjelöléseként.